# Idiocnemis zebrina
Idiocnemis zebrina – gatunek ważki z rodziny pióronogowatych (Platycnemididae).